# NGC 1283
NGC 1283 è una galassia ellittica situata nella costellazione di Perseo, a una distanza di circa 315 milioni di anni luce dalla nostra Via Lattea.

## Scoperta
La galassia è stata scoperta il 23 ottobre 1884 dall'astronomo francese Guillaume Bigourdan.

## Descrizione
NGC 1283 fa parte dell'Ammasso di Perseo (Abell 426).
Il database SIMBAD classifica NGC 1283 come galassia attiva.